# Hindi Zahra
Hindi Zahra (Khouribga, 1979. január 20. –), marokkói popénekesnő, dalszerző, színésznő.

## Pályafutása
Marokkói édesanyja – aki táncosnő és színésznő volt – nevelte fel a marokkói Khouribgában. Berber zenészek családjából származik. Édesanyja és testvérei megismertették a hagyományos népzenével, de a  reggaevel, és – mások mellett – Bob Dylan műveivel is. Tizenöt éves korában otthagyta az iskolát és Párizsba költözött apjához, aki ott volt katona.
Zahra 18 éves korától a Louvre-ban dolgozott.
Amikor színpadra lépett, egyszerűen megcserélte a családi- és a keresztnevét. Többnyire angolul énekel, de néhány szövege, például a „Imik Si Mik” című dalé, berber nyelven szól.
Olyan énekesek voltak rá jelentős hatással, mint Cheikha Rimitti, Beth Gibbons, Billie Holiday, Patti Smith, Édith Piaf, Ella Fitzgerald, Norah Jones.

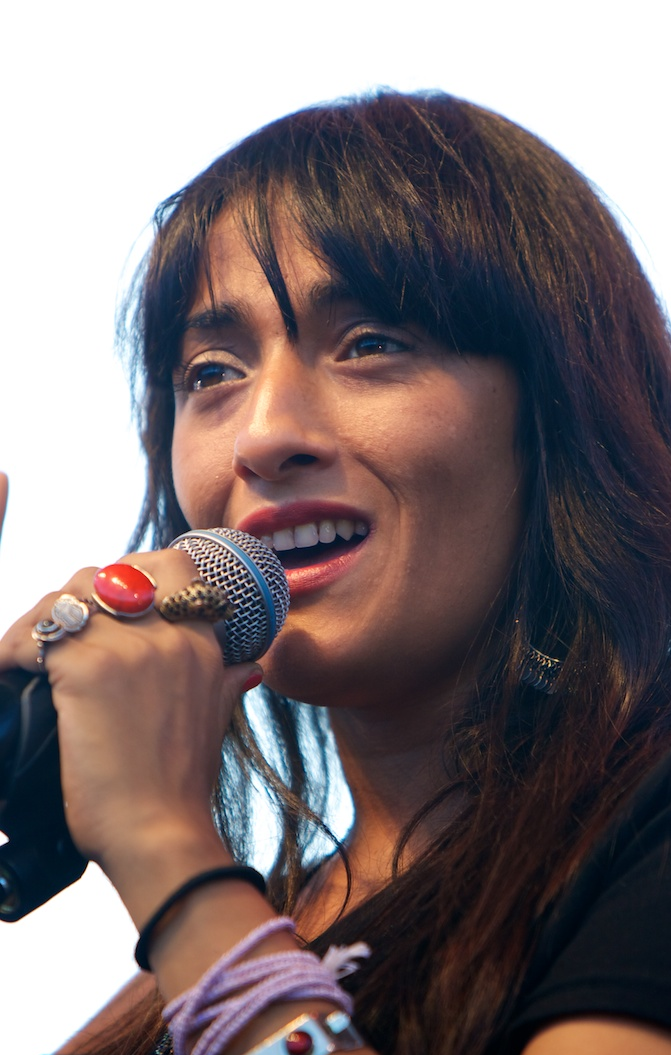
Nice Jazz Festival, 2010

Én megálmodom a dalokat és a hangszerelésüket is; a dallamok általában a saját akaratukból bújnak elő, minden erőfeszítés nélkül. Ösztönösen dolgozom, és anélkül, hogy bármit is leírnék.

## Lemezek
- 2010: Handmade
- 2011: Handmade Deluxe Edition
- 2015: Homeland

EPs
- 2009: Hindi Zahra (EP)
- 2011: Until the Next Journey (EP)

Kislemezek
- 2010: Beautiful Tango
- 2015: Any Story

Egyéb kiadások
- 2010: Stand Up
- 2010: Imik Si Mik
- 2011: Fascination

## Díjak
- 2010-ben az év legjobb albuma díjat kapott a „Handmade”.
- 2011-ben elnyerte a „Victoires de la Musique” díjat a legjobb világzenei albumért.

## Filmek
- iMDb